# 小行星7890
小行星7890（英語：7890 Yasuofukui）是一颗围绕太阳公转的小行星。1994年10月2日，圓舘金、渡邊和郎在北见发现了此天体。
这颗小行星的绝对星等为141.3080775417158等。